# 帕斯卡·歐吉爾
帕斯卡·玛格丽特·塞西爾·克勞德·科萊特·尼古拉斯（英語：Pascale Marguerite Cécile Claude Colette Nicolas，1958年10月25日—1984年10月26日），以藝名帕斯卡·歐吉爾（英語：Pascale Ogier）聞名，是一名法國女演員。她以1984年電影《圓月映花都》贏得沃爾庇杯，同年10月辭世。

## 生活與生涯
1958年10月26日，帕斯卡·歐吉爾生於法國巴黎。她是演員布魯·歐吉爾和音樂家吉爾斯·尼古拉斯的女兒。歐吉爾還選擇演藝事業，首次出演機會是在舞台。

## 外部鏈接
- 帕斯卡·歐吉爾在互联网电影资料库（IMDb）上的資料（英文）